# Cullumia aculeata
Cullumia aculeata là một loài thực vật có hoa trong họ Cúc. Loài này được (Houtt.) Roessler mô tả khoa học đầu tiên năm 1959.